# Paulus (Konsul 512)
Flavius Paulus war ein spätantiker oströmischer Politiker und patricius Anfang des 6. Jahrhunderts.
Paulus war der Sohn des Antoninus Messala Vivianus, Konsul im Jahr 463, und der Bruder des Adamantius, der Stadtpräfekt von Konstantinopel war. Paulus wurde im Jahr 512 Konsul. Er schuldete einem Zenodotus 1.000 Pfund Gold für das Konsulat, konnte aber nicht zahlen, da die Großzügigkeit seines Vaters während dessen eigenem Konsulat das Familienvermögen geschmälert hatte. Das Geld wurde vom Kaiser Anastasios I. bezahlt, der Paulus zudem weitere 1.000 Pfund Gold schenkte.
Er wird von Severus von Antiochia in einem Brief an Soterichus, Bischof von Caesarea, als „der verehrte und Christus liebende Patrizier Paulus, Sohn des Vivianus“ erwähnt. In den Jahren 508/510 erhielt er die Widmung einer Abhandlung gegen Eutyches von Severus. Paulus war vermutlich Monophysit.